# Mandola manaliensis
Mandola manaliensis är en insektsart som beskrevs av Sohi 1977. Mandola manaliensis ingår i släktet Mandola och familjen dvärgstritar. Inga underarter finns listade i Catalogue of Life.